# Austrolimnophila (Austrolimnophila) platensis
Austrolimnophila (Austrolimnophila) platensis is een tweevleugelige uit de familie steltmuggen (Limoniidae). De soort komt voor in het Neotropisch gebied.